# Heterodrilus mediopapillosus
Heterodrilus mediopapillosus is een ringworm uit de familie van de Naididae. De wetenschappelijke naam van de soort is voor het eerst geldig gepubliceerd door Takashima & Mawatari.